# 683년

## 연호
- 당(唐) 영순(永淳) 원년 / 홍도(弘道) 원년

## 기년
- 당(唐) 고종(高宗) 34년
- 신라(新羅) 신문왕(神文王) 3년

## 사건
- 6월 26일 - 교황 베네딕토 2세, 81대 로마 교황으로 취임.

## 사망
- 7월 3일 - 교황 레오 2세, 80대 로마 교황.
- 당나라의 3대 황제 당 고종